# Deutsche Leichtathletik-Meisterschaften 1983/Resultate
Der Hauptteil der Wettbewerbe bei den 83. Deutschen Leichtathletik-Meisterschaften wurde vom 24. bis 26. Juni 1983 im Bremer Weserstadion ausgetragen.
In der hier vorliegenden Auflistung werden die in den verschiedenen Wettbewerben jeweils ersten acht platzierten Leichtathletinnen und Leichtathleten aufgeführt. Eine Übersicht mit den Medaillengewinnerinnen und -gewinnern sowie einigen Anmerkungen zu den Meisterschaften findet sich unter dem Link Deutsche Leichtathletik-Meisterschaften 1983.
Wie immer gab es zahlreiche Disziplinen, die zu anderen Terminen an anderen Orten stattfanden – in den folgenden Übersichten jeweils konkret benannt.

## Meisterschaftsresultate, Männer

### 100 m
| Platz | Athlet, Verein                              | Zeit (s) |
| ----- | ------------------------------------------- | -------- |
| 1     | Christian Haas (LAC Quelle Fürth)           | 10,19    |
| 2     | Andreas Rizzi (MTG Mannheim)                | 10,39    |
| 3     | Richard Luxenburger (LAC Quelle Fürth)      | 10,41    |
| 4     | Jürgen Koffler (SV Salamander Kornwestheim) | 10,49    |
| 5     | Jürgen Evers (SV Salamander Kornwestheim)   | 10,56    |
| 6     | Hans Fritzsche (TV Wattenscheid 01)         | 10,59    |
| 7     | Fritz Heer (TV Wattenscheid 01)             | 10,62    |
| 8     | Gerhard Sewald (Wacker Burghausen)          | 10,66    |

Datum: 24. Juni
Wind: +0,9 m/s

### 200 m
| Platz | Athlet, Verein                        | Zeit (s) |
| ----- | ------------------------------------- | -------- |
| 1     | Erwin Skamrahl (SV Union Groß-Ilsede) | 20,44 BR |
| 2     | Christian Haas (LAC Quelle Fürth)     | 20,46000 |
| 3     | Ralf Lübke (Dümptener TV 1895)        | 20,63000 |
| 4     | Andreas Rizzi (MTG Mannheim)          | 20,70000 |
| 5     | Rolf Kistner (TSV Neudorf)            | 20,87000 |
| 6     | Harald Schmid (TV Gelnhausen)         | 20,89000 |
| 7     | Fritz Heer (TV Wattenscheid 01)       | 20,93000 |
| 8     | Thomas Geuyen (Viktoria Goch)         | 21,32000 |

Datum: 26. Juni
Wind: ±0,0 m/s
Erwin Skamrahl stellte mit seiner Siegerzeit von 20,44 Sekunden einen neuen DLV-Rekord auf.

### 400 m
| Platz | Athlet, Verein                        | Zeit (s) |
| ----- | ------------------------------------- | -------- |
| 1     | Hartmut Weber (VfL Kamen)             | 45,12    |
| 2     | Erwin Skamrahl (SV Union Groß-Ilsede) | 45,43    |
| 3     | Martin Weppler (VfL Sindelfingen)     | 46,00    |
| 4     | Edgar Nakladal (OSC Berlin)           | 46,03    |
| 5     | Jörg Vaihinger (OSC Thier Dortmund)   | 46,36    |
| 6     | Thomas Giessing (LAZ bellanett Rhede) | 46,58    |
| 7     | Thomas Geuyen (Viktoria Goch)         | 47,04    |
| 8     | Uwe Wegner (SV Union Groß-Ilsede)     | 47,17    |

Datum: 25. Juni

### 800 m
| Platz | Athlet, Verein                      | Zeit (min) |
| ----- | ----------------------------------- | ---------- |
| 1     | Willi Wülbeck (TV Wattenscheid)     | 1:46,05    |
| 2     | Hans-Peter Ferner (MTV Ingolstadt)  | 1:46,07    |
| 3     | Matthias Assmann (VfB Stuttgart)    | 1:46,65    |
| 4     | Peter Braun (LG Tuttlingen)         | 1:47,10    |
| 5     | Thomas Wilking (OSC Thier Dortmund) | 1:47,64    |
| 6     | Ulrich Karck (TB Emmendingen)       | 1:47,67    |
| 7     | Hans Lang (MTV Ingolstadt)          | 1:47,70    |
| 8     | Eckhardt Rüter (VfV Hildesheim)     | 1:48,06    |

Datum: 26. Juni
Willi Wülbeck gewann als erster deutscher Leichtathlet seinen zehnten Freiluft-Meistertitel in Folge. Einige Wochen später krönte er seine Laufbahn und wurde in Helsinki erster 800-m-Weltmeister der Leichtathletik-Geschichte.

### 1500 m
| Platz | Athlet, Verein                        | Zeit (min) |
| ----- | ------------------------------------- | ---------- |
| 1     | Uwe Becker (VfL Wolfsburg)            | 3:39,63    |
| 2     | Dr. Thomas Wessinghage (ASV Köln)     | 3:40,80    |
| 3     | Uwe Mönkemeyer (TV Wattenscheid 01)   | 3:40,95    |
| 4     | Jürgen Grothe (VfL Waiblingen)        | 3:41,12    |
| 5     | Andreas Baranski (VfB Stuttgart)      | 3:41,42    |
| 6     | Ralf Eckert (ASC Darmstadt)           | 3:41,43    |
| 7     | Klaus-Peter Nabein (LAC Quelle Fürth) | 3:41,62    |
| 8     | Hans Allmandinger (VfB Stuttgart)     | 3:42,05    |

Datum: 25. Juni

### 5000 m
| Platz | Athlet, Verein                          | Zeit (min) |
| ----- | --------------------------------------- | ---------- |
| 1     | Paul Nothacker (TSV Calw)               | 13:59,34   |
| 2     | Hans-Jürgen Orthmann (VfL Wehbach)      | 13:59,63   |
| 3     | Peter Horak (VfL Waiblingen)            | 13:59,87   |
| 4     | Herbert Stephan (Rot-Weiß Koblenz)      | 14:00,55   |
| 5     | Martin Großkopf (ESV Münster / Dieburg) | 14:01,31   |
| 6     | Werner Grommisch (LAZ bellanett Rhede)  | 14:02,15   |
| 7     | Kurt Oestreich (ASC Darmstadt)          | 14:04,11   |
| 8     | Andreas Höschele (Stuttgarter Kickers)  | 14:05,97   |

Datum: 26. Juni

### 10.000 m
| Platz | Athlet, Verein                        | Zeit (min) |
| ----- | ------------------------------------- | ---------- |
| 1     | Christoph Herle (LAC Quelle Fürth)    | 28:22,52   |
| 2     | Michael Spöttel (LG Kreis Verden)     | 28:48,78   |
| 3     | Karl Fleschen (LG Bayer Leverkusen)   | 29:15,19   |
| 4     | Michael Scheytt (VfL Sindelfingen)    | 29:17,03   |
| 5     | Günter Zahn (LAC Quelle Fürth)        | 29:19,31   |
| 6     | Frank Zimmermann (SCC Berlin)         | 29:24,99   |
| 7     | Willi Scheeren (DJK Elmar Kohlscheid) | 29:29,27   |
| 8     | Karlheinz Reichert (SKV Eglosheim)    | 29:30,49   |

Datum: 24. Juni

### 25-km-Straßenlauf
| Platz | Athlet, Verein                      | Zeit (h) |
| ----- | ----------------------------------- | -------- |
| 1     | Günter Zahn (LAC Quelle Fürth)      | 1:15:02  |
| 2     | Michael Scheytt (VfL Sindelfingen)  | 1:15:39  |
| 3     | Hans-Jürgen Orthmann (VfL Wehbach)  | 1:16:14  |
| 4     | Karl Fleschen (LG Bayer Leverkusen) | 1:16:35  |
| 5     | Gerhard Krippner (LAC Quelle Fürth) | 1:17:17  |
| 6     | Udo Reeh (TSV Oberammergau)         | 1:17:21  |
| 7     | Karlheinz Reichert (SKV Eglosheim)  | 1:17:26  |
| 8     | Kurt Oestreich (ASC Darmstadt)      | 1:17:35  |

Datum: 25. September
fand in Frankenberg an der Eder statt

### 25-km-Straßenlauf, Mannschaftswertung
| Platz | Verein, Besetzung                                                    | Zeit (h) |
| ----- | -------------------------------------------------------------------- | -------- |
| 1     | LAC Quelle Fürth (Günter Zahn, Gerhard Krippner, Reinhard Leibold)   | 3:51:14  |
| 2     | VfL Sindelfingen (Michael Scheytt, Karl Heinz Scheder, Rudi Hiller)  | 3:53:52  |
| 3     | LG Frankfurt (Leo Thoma, Hans Pfisterer, Jürgen Dächert)             | 3:54:50  |
| 4     | TSG Oberursel (Peter Morawski, Joachim Wollek, Wolfgang Münzel)      | 3:58:07  |
| 5     | LG DJK Düsseldorf/Neuss (Bernd Rangen, Martin Grüning, Ralf Kionke)  | 3:58:32  |
| 6     | SKV Eglosheim (Karlheinz Reichert, Michael Schweikle, Peter Bühler)  | 4:01:16  |
| 7     | SV Donaueschingen (Georg Dury, Hans-Walter Wiegand, Wilhelm Luhmann) | 4:02:44  |
| 8     | LG Bamberg (Roman Herl, Weber, K. Döhla)                             | 4.04:38  |

Datum: 25. September
fand in Frankenberg an der Eder statt

### Marathon
| Platz | Athlet, Verein                           | Zeit (h) |
| ----- | ---------------------------------------- | -------- |
| 1     | Ralf Salzmann (LG Frankfurt)             | 2:25:17  |
| 2     | Gerhard Krippner (LAC Quelle Fürth)      | 2:15:44  |
| 3     | Franz Hornberger (Post-SV Weilheim)      | 2:17:23  |
| 4     | Reinhard Leibold (LAC Quelle Fürth)      | 2:17:40  |
| 5     | Günter Zahn (LAC Quelle Fürth)           | 2:18:07  |
| 6     | Udo Engelbrecht (PSV Grün-Weiß Kassel)   | 2:18:53  |
| 7     | Wilfried Jackisch (LC Marathonia Berlin) | 2:19:05  |
| 8     | Reiner Müller (SKV Eglosheim)            | 2:20:04  |

Datum: 17. April
fand in Dülmen statt

### Marathon, Mannschaftswertung
| Platz | Verein, Besetzung                                                              | Zeit (h) |
| ----- | ------------------------------------------------------------------------------ | -------- |
| 1     | LAC Quelle Fürth (Gerhard Krippner, Reinhard Leibold, Günter Zahn)             | 6:51:31  |
| 2     | TSG Oberursel (Wolfgang Münzel, Joachim Wollek, Klaus Orthen)                  | 7:12:14  |
| 3     | SKV Eglosheim (Reiner Müller, Rainer Mühlberg, Bernhard Syring)                | 7:15:21  |
| 4     | LG Frankfurt (Ralf Salzmann, Konrad Giehl, Rainer Süßmann)                     | 7:21:01  |
| 5     | LG Lage-Detmold (Norbert Bollweg, Dirk Sander, Peter Schneider)                | 7:25:33  |
| 6     | SC Rönnau 74 (Rainer Ziplinsky, Rüdiger Grube, Jost Rehberg)                   | 7:29:34  |
| 7     | LG Bamberg (Roman Herl, Jürgen Enders, Rudolf Eckenweber)                      | 7:31:17  |
| 8     | LC Marathonia Berlin (Wilfried Jackisch, Bernhard Becker, Andreas Schierarend) | 7:36:44  |

Datum: 17. April
fand in Dülmen statt

### 110 m Hürden
| Platz | Athlet, Verein                             | Zeit (s) |
| ----- | ------------------------------------------ | -------- |
| 1     | Axel Schaumann (LG Kappelberg)             | 13,73    |
| 2     | Jürgen Schoch (SV Salamander Kornwestheim) | 13,90    |
| 3     | Michael Radzey (MTG Mannheim)              | 13,90    |
| 4     | Siegfried Wentz (USC Mainz)                | 14,06    |
| 5     | Guido Kratschmer (USC Mainz)               | 14,27    |
| 6     | Hans-Walter Schmitt (USC Mainz)            | 14,33    |
| 7     | Andreas Geiger (VfL Wolfsburg)             | 14,48    |
| 8     | Ingo Baumgärtner (LG Bayer Leverkusen)     | 14,52    |

Datum: 26. Juni
Wind: ±0,0 m/s

### 400 m Hürden
| Platz | Athlet, Verein                      | Zeit (s) |
| ----- | ----------------------------------- | -------- |
| 1     | Harald Schmid (TV Gelnhausen)       | 48,66    |
| 2     | Axel Salander (LG Bayer Leverkusen) | 50,50    |
| 3     | Uwe Schmitt (Eintracht Frankfurt)   | 50,90    |
| 4     | Matthias Kaulin (VfB Stuttgart)     | 51,21    |
| 5     | Harald Steindor (ASV Köln)          | 51,35    |
| 6     | Martin Bürkle (VfL Sindelfingen)    | 51,70    |
| 7     | Stefan Bareuther (SG Egelsbach)     | 52,67    |
| DNF   | Ralf Höhle (LG Süd Berlin)          |          |

Datum: 25. Juni
Ralf Höhle stürzte und erreichte nicht das Ziel.

### 3000 m Hindernis
| Platz | Athlet, Verein                                  | Zeit (min) |
| ----- | ----------------------------------------------- | ---------- |
| 1     | Rainer Schwarz (LG Gauting-Stockdorf)           | 8:29,18    |
| 2     | Torsten Tiller (LG Göttingen)                   | 8:33,94    |
| 3     | Patriz Ilg (LAC Quelle Fürth)                   | 8:41,33    |
| 4     | Carlo Seck (TV Gelnhausen)                      | 8:46,61    |
| 5     | Emmerich Huber (TSV 1860 München)               | 8:46,74    |
| 6     | Stephan Karczewski (LG Andernach/Neuwied)       | 8:50,68    |
| 7     | Willi Maier (SV (Salamander Kornwestheim))      | 8:54,82    |
| 8     | Heinrich Knörzer (LAV Bayer Uerdingen/Dormagen) | 8:55,60    |

Datum: 25. Juni
Der hier bei den Deutschen Meisterschaften drittplatzierte Patriz Ilg wurde einige Wochen später in Helsinki erster Weltmeister über 3000 m Hindernis.

### 4 × 100 m Staffel
| Platz | Verein, Besetzung                                                                             | Zeit (s) |
| ----- | --------------------------------------------------------------------------------------------- | -------- |
| 1     | LAC Quelle Fürth (Rainer Heckmann, Christian Haas, Christian Zirkelbach, Richard Luxenburger) | 38,95    |
| 2     | SV Salamander Kornwestheim I (Jürgen Koffler, Peter Klein, Bernd Sattler, Jürgen Evers)       | 39,02    |
| 3     | TV Wattenscheid 01 (Michael Schmidtmeier, Werner Zaske, Fritz Heer, Hans Fritzsche)           | 39,03    |
| 4     | SV Salamander Kornwestheim II (Knut Krohn, Wolfgang Seeger, Herbert Mutschler, Jürgen Schoch) | 39,89    |
| 5     | LG Bayer Leverkusen (Thomas Flock, Daniel Schlotterbeck, Arndt Jansen, Achim Piasetzki)       | 40,34    |
| 6     | Post-SV Hannover (Dietmar Schulte, Martin Gloger, Rolf Tauche, Jürgen Neigenfind)             | 40,40    |
| 7     | VfL Wolfsburg (Markus Kessler, Andreas Knötgen, Andreas Geiger, Jens Knipphals)               | 40,43    |
| 8     | MTV Ingolstadt (Guido Martin, Johannes Heling, Alexander Lorenz, Helmut Huber)                | 40,77    |

Datum: 25. Juni

### 4 × 400 m Staffel
| Platz | Verein, Besetzung                                                             | Zeit (min) |
| ----- | ----------------------------------------------------------------------------- | ---------- |
| 1     | VfL Sindelfingen (Gert Benz, Uwe Fegert, Martin Bürkle, Martin Weppler)       | 3:06,42    |
| 2     | MTG Mannheim (Norbert Weiß, Karlheinz Weisenseel, Geiß, Andreas Rizzi)        | 3:07,13    |
| 3     | Eintracht Frankfurt (Peter Scholz, Uwe Schmitt, Markus Söhnge, Lothar Krieg)  | 3:07,39    |
| 4     | VfL Kamen (Christoph Gosselke, Thomas Jopp, Beisemann, Hartmut Weber)         | 3:08,15    |
| 5     | ASV Köln (Harnack, Marc Brücher, Harald Steindor, Leichsenring)               | 3:08,36    |
| 6     | MTV Ingolstadt (Peter Rauh, Robert Fotsch, Christian Walter, Johannes Heling) | 3:08,61    |
| 7     | LAZ bellanett Rhede (Bußhoff, Hilmar Lange, G. Lange Thomas Giessing)         | 3:08,78    |
| 8     | OSC Thier Dortmund (Möllers, Mark Henrich, Thomas Wilking, Jörg Vaihinger)    | 3:09,23    |

Datum: 26. Juni

### 4 × 800 m Staffel
| Platz | Verein, Besetzung                                                                        | Zeit (min)  |
| ----- | ---------------------------------------------------------------------------------------- | ----------- |
| 1     | VfB Stuttgart (Herbert Wursthorn, Andreas Baranski, Hans Allmandinger, Matthias Assmann) | 7:14,21 DRV |
| 2     | TB Emmendingen (Harald Olbrich, Reinhard Aechtle, Ulrich Hildebrand, Ulrich Karck)       | 7:14,370000 |
| 3     | MTV Ingolstadt (Gerhard Köbe, Armin Steller, Thomas von Grossmann, Hans Lang)            | 7:23,900000 |
| 4     | OSC Berlin (Manfred Böhm, Volker Blumenthal, Norbert Dreger, Edgar Nakladal)             | 7:24,710000 |
| 5     | VfV Hildesheim (Jens Becker, Wolfgang Schreiber, Jörg Müller, Eckhardt Rüter)            | 7:26,270000 |
| 6     | LG Bayer Leverkusen (Christoph Trappe, Armin Schmidtke, Wolfgang Richter, Dieter Riebe)  | 7:28,430000 |
| 7     | LG Kiel (Nöle, Milbach, Hauschild, Knäsche)                                              | 7:29,780000 |
| 8     | ASV Köln (Harald Steindor, M. Assmann, Thorsten Hotop, Knoche)                           | 7:30,580000 |

Datum: 31. Juli
fand in Dortmund im Rahmen der Deutschen Jugendmeisterschaften statt
Mit der Siegerzeit von 7:14,21 min stellte der VfB Stuttgart einen neuen deutschen Rekord für Vereinsstaffeln auf.

### 4 × 1500 m Staffel
| Platz | Verein, Besetzung                                                                   | Zeit (min) |
| ----- | ----------------------------------------------------------------------------------- | ---------- |
| 1     | VfL Wolfsburg (Axel Diedrich, Uwe Baunack, Volker Becker, Uwe Becker)               | 15:08,92   |
| 2     | LG Bayer Leverkusen (Matthias Kohls, Peter Belger, Karl Fleschen, Harald Hudak)     | 15:09,61   |
| 3     | LG Hammer Park Hamburg (Christian Husmann, Olaf Thomsen, Johannsen, Marc Mohr)      | 15:15,23   |
| 4     | ASC Darmstadt (Franz-Josef Weihrauch, Robert Freimark, Kurt Oestreich, Ralf Eckert) | 15:18,84   |
| 5     | LG Göttingen (Scheele, Woytyna, Torsten Tiller, Ulrich Parthier)                    | 15:19,29   |
| 6     | Polizei SV Lippe-Detmold (Jürgen Strate, Volker Stiede, Wolfgang Otto, Bussmeier)   | 15:23,60   |
| 7     | ASV Köln (Baedorf, Laumann, Strack, Henning von Papen)                              | 15:24,80   |
| 8     | LG Jägermeister Bonn-Troisdorf (Haas, Decker, Wolf-Dieter Poschmann, Ralf Stewing)  | 15:34,03   |

Datum: 31. Juli
fand in Dortmund im Rahmen der Deutschen Jugendmeisterschaften statt

### 20-km-Gehen
| Platz | Athlet, Verein                          | Zeit (h) |
| ----- | --------------------------------------- | -------- |
| 1     | Franz-Josef Weber (SV Kyllburg)         | 1:30:25  |
| 2     | Karl Degener (VfL Wolfsburg)            | 1:30:35  |
| 3     | Robert Mildenberger (LG Haßberge)       | 1:33:47  |
| 4     | Jürgen Kauer (SV Kyllburg)              | 1:33:59  |
| 5     | Torsten Zervas (LAV Aschaffenburg)      | 1:34:13  |
| 6     | Heinrich Schubert (TuS Duchroth)        | 1:34:44  |
| 7     | Detlef Heitmann (Post SV Bremen)        | 1:35:02  |
| 8     | Horst-Joachim Matern (LAC Quelle Fürth) | 1:35:28  |

Datum: 25. Juni

### 20-km-Gehen, Mannschaftswertung
| Platz | Verein, Besetzung                                                     | Zeit (h) |
| ----- | --------------------------------------------------------------------- | -------- |
| 1     | VfL Wolfsburg (Karl Degener, Jürgen Meyer, Uwe Jakob)                 | 4:42:42  |
| 2     | LAC Quelle Fürth (Horst-Joachim Matern, Wolfgang Wiedemann, Leo Frey) | 4:52:07  |
| 3     | Meiendorfer SV (Fritz Helms, Thomas Hansen, Norden)                   | 4:58:27  |
| 4     | Post SV Bremen (Detlef Heitmann, Jürgen Hold, Lüdtke)                 | 4:59:07  |
| 5     | Eintracht Frankfurt (Hans Michalski, Michael Lohr, Helmut Teutsch)    | 5:05:27  |
| 6     | TB Bad Krozingen (Josef Jakob, H. Jakob, Elmar Zähringer)             | 5:12:15  |
| 7     | SCC Berlin (Andreas Klose, H. Lewandowski, Oliver Oefelein)           | 5:13:38  |
| 8     | TV Kaufbeuren (Karl-Heinz Adam, Günter Thomas, Herbert Klaus)         | 5:14:38  |

Datum: 25. Juni

### 50-km-Gehen
| Platz | Athlet, Verein                          | Zeit (h) |
| ----- | --------------------------------------- | -------- |
| 1     | Karl Degener (VfL Wolfsburg)            | 4:00:30  |
| 2     | Walter Schwoche (Eintracht Hildesheim)  | 4:02:45  |
| 3     | Jürgen Meyer (VfL Wolfsburg)            | 4:04:35  |
| 4     | Horst-Joachim Matern (LAC Quelle Fürth) | 4:06:13  |
| 5     | Alfons Schwarz (LAC Quelle Fürth)       | 4:06:29  |
| 6     | Robert Mildenberger (LG Haßberge)       | 4:08:07  |
| 7     | Jürgen Kauer (SV Kyllburg)              | 4:14:35  |
| 8     | Detlef Heitmann (Post SV Bremen)        | 4:18:39  |

Datum: 17. April
fand in Bad Kreuznach statt

### 50-km-Gehen, Mannschaftswertung
| Platz | Verein, Besetzung                                                 | Zeit (h) |
| ----- | ----------------------------------------------------------------- | -------- |
| 1     | LAC Quelle Fürth (Horst-Joachim Matern, Alfons Schwarz, Leo Frey) | 12:34:49 |
| 2     | VfL Wolfsburg (Karl Degener, Jürgen Meyer, G. Götz)               | 13:09:20 |
| 3     | SV 09 Otterberg (K. Schäfer, Fass, Wolfgang Neumüller)            | 13:42:20 |
| 4     | Post SV Bremen (Detlef Heitmann, Jürgen Hold, Klapper)            | 13:46:07 |
| 5     | TB Bad Krozingen (Josef Jakob, Hans-Jürgen Möhring, H. Jakob)     | 13:49:15 |
| 6     | TV Kaufbeuren (Herbert Klaus, Günter Thomas, Karl-Heinz Adam)     | 14:21:04 |
| 7     | LG Göttingen (Hans-Joachim Kloppe, G. Müller, Ahnert)             | 14:24:17 |
| 8     | SV Friedrichsgabe (Ockelmann, Rainer Heidemann, Pingel)           | 15:14:40 |

Datum: 17. April
fand in Bad Kreuznach statt

### Hochsprung
| Platz | Athlet, Verein                            | Höhe (m) |
| ----- | ----------------------------------------- | -------- |
| 1     | Dietmar Mögenburg (ASV Köln)              | 2,31     |
| 2     | Carlo Thränhardt (ASV Köln)               | 2,28     |
| 3     | Paul Frommeyer (TV Wattenscheid 01)       | 2,28     |
| 4     | Andre Schneider (TV Wattenscheid 01)      | 2,22     |
| 5     | Gerd Nagel (LG Frankfurt)                 | 2,22     |
| 6     | Harald Ehlke (SV Salamander Kornwestheim) | 2,16     |
| 7     | Holger Marten (Bremer TS Neustadt)        | 2,16     |
| 8     | Klaus Trapka (LG Bayer Leverkusen)        | 2,13     |

Datum: 25. Juni

### Stabhochsprung
| Platz | Athlet, Verein                                  | Höhe (m) |
| ----- | ----------------------------------------------- | -------- |
| 1     | Günther Lohre (SV Salamander Kornwestheim)      | 5,50     |
| 2     | Jürgen Winkler (LG Jägermeister Bonn-Troisdorf) | 5,40     |
| 3     | Peter Volmer (TV Wattenscheid 01)               | 5,25     |
| 4     | Gerhard Schmidt (VT Zweibrücken)                | 5,25     |
| 5     | Detlef de Raad (TV Wattenscheid 01)             | 5,20     |
| 6     | Dietmar Wesp (VfL Sindelfingen)                 | 5,20     |
| 7     | Gerald Heinrich (USC Mainz)                     | 5,10     |
| 7     | Werner Penk (TV Wattenscheid 01)                | 5,10     |

Datum: 25. Juni

### Weitsprung
| Platz | Athlet, Verein                                | Weite (m) |
| ----- | --------------------------------------------- | --------- |
| 1     | Jürgen Hingsen (LAV Bayer Uerdingen/Dormagen) | 8,00      |
| 2     | Joachim Busse (ASV Köln)                      | 7,91      |
| 3     | Jens Knipphals (VfL Wolfsburg)                | 7,85      |
| 4     | Winfried Klepsch (TV Wattenscheid 01)         | 7,77      |
| 5     | Jürgen Wörner (TB Bad Cannstatt)              | 7,70      |
| 6     | Bernd Rebischke (SV Union Groß-Ilsede)        | 7,66      |
| 7     | Matthias Spiegelhoff (TV Wattenscheid 01)     | 7,56      |
| 8     | Uwe Palm (USC Mainz)                          | 7,50      |

Datum: 26. Juni

### Dreisprung
| Platz | Athlet, Verein                            | Weite (m) |
| ----- | ----------------------------------------- | --------- |
| 1     | Peter Bouschen (LG DJK Düsseldorf/Neuss)  | 17,33 DR  |
| 2     | Wolfgang Knabe (SV Union Groß-Ilsede)     | 16,78000  |
| 3     | Klaus Kübler (SV Salamander Kornwestheim) | 16,48000  |
| 4     | Douglas Henderson (Eintracht Frankfurt)   | 16,36000  |
| 5     | Dieter Stotz (VfB Stuttgart)              | 15,88000  |
| 6     | Wolfram Walther (Eintracht Frankfurt)     | 15,80000  |
| 7     | Markus Häcker (TSG Akus Weinheim)         | 15,16000  |
| 8     | Dieter Eckert (USC Mainz)                 | 15,09000  |

Datum: 25. Juni
Peter Bouschens Siegesweite von 17,33 m bedeutete neuen deutschen Rekord.

### Kugelstoßen
| Platz | Athlet, Verein                              | Weite (m) |
| ----- | ------------------------------------------- | --------- |
| 1     | Claus-Dieter Föhrenbach (USC Heidelberg)    | 18,89     |
| 2     | Udo Gelhausen (LG Bayer Leverkusen)         | 18,52     |
| 3     | Werner Hartmann (VfL Buchloe)               | 18,33     |
| 4     | Bernd Kneißler (SV Salamander Kornwestheim) | 17,67     |
| 5     | Karsten Stolz (TV Wattenscheid 01)          | 17,59     |
| 6     | Lothar Altmeyer (LC Trewa Rehlingen)        | 17,56     |
| 7     | Bernd Seel (SV Salamander Kornwestheim)     | 17,46     |
| 8     | Peter Salzer (MTV Stuttgart)                | 17,39     |

Datum: 26. Juni

### Diskuswurf
| Platz | Athlet, Verein                              | Weite (m) |
| ----- | ------------------------------------------- | --------- |
| 1     | Alwin Wagner (USC Mainz)                    | 64,92     |
| 2     | Werner Hartmann (VfL Buchloe)               | 64,08     |
| 3     | Rolf Danneberg (LG Wedel-Pinneberg)         | 62,38     |
| 4     | Alois Hannecker (USC München)               | 59,40     |
| 5     | Bernd Kneißler (SV Salamander Kornwestheim) | 58,20     |
| 6     | Jürgen Riese (LG Frankfurt)                 | 56,68     |
| 7     | Wolfgang Fischer (MTG Mannheim)             | 55,14     |
| 8     | Wulf Brunner (TV Gelnhausen)                | 54,86     |

Datum: 25. Juni

### Hammerwurf
| Platz | Athlet, Verein                          | Weite (m) |
| ----- | --------------------------------------- | --------- |
| 1     | Karl-Hans Riehm (TV Wattenscheid 01)    | 77,98     |
| 2     | Klaus Ploghaus (ASC Darmstadt)          | 76,22     |
| 3     | Christoph Sahner (LG Saar 70)           | 75,60     |
| 4     | Jörg Schaefer (TV Wattenscheid 01)      | 75,40     |
| 5     | Marc Odenthal (LG Bayer Leverkusen)     | 70,14     |
| 6     | Rainer Schons (TG Konz-Karthause)       | 67,44     |
| 7     | Helmut Dollheimer (LG Bayer Leverkusen) | 66,14     |
| 8     | Karl-Heinz Müller (LG Frankfurt)        | 65,60     |

Datum: 26. Juni

### Speerwurf
| Platz | Athlet, Verein                          | Weite (m) |
| ----- | --------------------------------------- | --------- |
| 1     | Klaus Tafelmeier (LG Bayer Leverkusen)  | 86,38     |
| 2     | Helmut Schreiber (USC Heidelberg)       | 82,36     |
| 3     | Wolfram Gambke (LG Wedel-Pinneberg)     | 79,26     |
| 4     | Jürgen Streckert (TV Wattenscheid 01)   | 78,76     |
| 5     | Josef Strehle (USC Heidelberg)          | 74,60     |
| 6     | Werner Kalb (LG Bayer Leverkusen)       | 74,02     |
| 7     | Karl-Heinz Janneck (TV Wattenscheid 01) | 73,68     |
| 8     | Roland Schemminger (TSV Lautlingen)     | 72,12     |

Datum: 26. Juni

### Zehnkampf,1965er Wertung
| Platz | Athlet, Verein                        | P – offiz. Wert. | P – 85er Wert. |
| ----- | ------------------------------------- | ---------------- | -------------- |
| 1     | Siegfried Wentz (USC Mainz)           | 8470             | 8400           |
| 2     | Thomas Rizzi (LG Paderborn)           | 8056             | 7898           |
| 3     | Holger Schmidt (USC Mainz)            | 7834             | 7702           |
| 4     | Franz Mayr (TSV 1860 München)         | 7826             | 7672           |
| 5     | Herbert Peter (TSV 1860 München)      | 7800             | 7669           |
| 6     | Karim Belkora (SCC Berlin)            | 7445             | 7282           |
| 7     | Dierk Feyerabend (LG Frankfurt)       | 7414             | 7249           |
| 8     | Wolfgang Muders (LG Bayer Leverkusen) | 7396             | ?              |

Datum: 16./17. Juli
fand in München statt

### Zehnkampf,1965er Wertung, Mannschaftswertung
| Platz | Verein, Besetzung                                         | Leistung (Pkte) |
| ----- | --------------------------------------------------------- | --------------- |
| 1     | USC Mainz (Siegfried Wentz, Holger Schmidt, Jens Schulze) | 23.297          |
| 2     | TSV 1860 München (Franz Mayr, Herbert Peter, Jörg Lorenz) | 23.017          |
| 3     | SCC Berlin (Karim Belkora, Andreas Zylka, Dohm)           | 20.779          |
| 4     | Aachener TG (Paul Mainz, Kleo Göbel, Norbert Brinkhues)   | 19.696          |

Datum: 16./17. Juli
fand in München statt
nur 4 Teams in der Wertung

### CrosslaufMittelstrecke –3,2 km
| Platz | Athlet, Verein                                | Zeit (min) |
| ----- | --------------------------------------------- | ---------- |
| 1     | Uwe Mönkemeyer (TV Wattenscheid 01)           | 10:10,7    |
| 2     | Uwe Becker (VfL Wolfsburg)                    | 10:17,2    |
| 3     | Wolfgang Miko (ASC Darmstadt)                 | 10:23,4    |
| 4     | Robert Schneider (TSV Crailsheim)             | 10:26,5    |
| 5     | Reinhold Strieder (LC Mengerskirchen)         | 10:29,3    |
| 6     | Stephan Karczewski (LG DJK Andernach-Neuwied) | 10:31,3    |
| 7     | Volker Welzel (VfL Platte Heide Menden)       | 10:32,3    |
| 8     | Wilhelm Jungbluth (LG Bayer Leverkusen)       | 10:33,1    |

Datum: 26. Februar
fand in Ahlen statt

### CrosslaufMittelstrecke –3,2 km, Mannschaftswertung
| Platz | Verein, Besetzung                                                              | Platzziffer |
| ----- | ------------------------------------------------------------------------------ | ----------- |
| 1     | ASC Darmstadt (Wolfgang Miko, Ralf Eckert, Robert Freimark)                    | 32          |
| 2     | LG Bayer Leverkusen (Wilhelm Jungbluth, Bernhard Gatzke, Maximilian Meichsner) | 50          |
| 3     | TV Wattenscheid 01 (Uwe Mönkemeyer, Jürgen Hennemann, Sperlich)                | 59          |
| 4     | Rot-Weiß Koblenz (Christian Collisy, Herbert Stephan, Winfried Diederichs)     | 75          |
| 5     | VfL Wolfsburg (Uwe Becker, Uwe Baunack, Mann)                                  | 75          |
| 6     | TSV Crailsheim (Robert Schneider, Bernhard Chemnitz, Frieder Nass)             | 86          |
| 7     | VfB Stuttgart (Herbert Wursthorn, Andreas Baranski, Hans Allmandinger)         | 96          |
| 8     | ASV Köln (Henning von Papen, Beitrat, Ingelbach)                               | 97          |

Datum: 26. Februar
fand in Ahlen statt

### CrosslaufLangstrecke –10,7 km
| Platz | Athlet, Verein                      | Zeit (min) |
| ----- | ----------------------------------- | ---------- |
| 1     | Hans-Jürgen Orthmann (VfL Wehbach)  | 36:14,4    |
| 2     | Gerhard Krippner (LAC Quelle Fürth) | 36:41,0    |
| 3     | Reinhard Leibold (LAC Quelle Fürth) | 36:48,9    |
| 4     | Andreas Weniger (TSV 1860 München)  | 37:07,9    |
| 5     | Michael Scheytt (VfL Sindelfingen)  | 37:15,4    |
| 6     | Michael Spöttel (LG Kreis Verden)   | 37:21,7    |
| 7     | Ralf Salzmann (LG Frankfurt)        | 37:27,3    |
| 8     | Leo Thoma (LG Frankfurt)            | 37:33,8    |

Datum: 26. Februar
fand in Ahlen statt

### CrosslaufLangstrecke –10,7 km, Mannschaftswertung
| Platz | Verein, Besetzung                                                        | Platzziffer |
| ----- | ------------------------------------------------------------------------ | ----------- |
| 1     | LAC Quelle Fürth (Gerhard Krippner, Reinhard Leibold, Patriz Ilg)        | 015         |
| 2     | LG Frankfurt (Ralf Salzmann, Leo Thoma, Jürgen Dächert)                  | 039         |
| 3     | OSC Hoechst (Michael Lederer, Jürgen Raabe, Stenzel)                     | 080         |
| 4     | SC Vöhringen (Erwin Nothelfer, Franz Herzgesell, Hans-Jürgen Wiest)      | 080         |
| 5     | LG Kreis Verden (Michael Spöttel, Luttmann, Jürgen Schulze)              | 089         |
| 6     | LG Andernach-Neuwied (Michael Schäfer, Peter Alt, Dietrich Rockenfeller) | 110         |
| 7     | SC Rönnau (Schwarz, Rehberg, Grube)                                      | 121         |
| 8     | LG Lage-Detmold (Dirk Sander, Norbert Bollweg, Uwe Jansen)               | 137         |

Datum: 26. Februar
fand in Ahlen statt

## Meisterschaftsresultate, Frauen

### 100 m
| Platz | Athletin, Verein                         | Zeit (s) |
| ----- | ---------------------------------------- | -------- |
| 1     | Sabine Klösters (OSC Thier Dortmund)     | 11,44    |
| 2     | Elke Vollmer (OSC Thier Dortmund)        | 11,46    |
| 3     | Monika Hirsch (USC Mainz)                | 11,59    |
| 4     | Michaela Schabinger (MTV Ingolstadt)     | 11,66    |
| 5     | Ulrike Sommer (LAC Quelle Fürth)         | 11,67    |
| 6     | Heidi-Elke Gaugel (VfL Sindelfingen)     | 11,71    |
| 7     | Resi März, geb. Fischer (MTV Ingolstadt) | 11,74    |
| 8     | Corinna Watschke (VfL Wolfsburg)         | 11,75    |

Datum: 24. Juni
Wind: −0,6 m/s

### 200 m
| Platz | Athletin, Verein                        | Zeit (s) |
| ----- | --------------------------------------- | -------- |
| 1     | Christina Sussiek (LG Bayer Leverkusen) | 23,20    |
| 2     | Ute Thimm, geb. Finger (ASV Köln)       | 23,22    |
| 3     | Gaby Bußmann (LG Ahlen-Hamm)            | 23,25    |
| 4     | Michaela Schabinger (MTV Ingolstadt)    | 23,28    |
| 5     | Sabine Klösters (OSC Thier Dortmund)    | 23,56    |
| 6     | Monika Hirsch (USC Mainz)               | 23,59    |
| 7     | Elke Vollmer (OSC Thier Dortmund)       | 23,88    |
| 8     | Corinna Krug (Oldenburger Turnerbund)   | 23,93    |

Datum: 26. Juni
Wind: −0,9 m/s

### 400 m
| Platz | Athletin, Verein                           | Zeit (s) |
| ----- | ------------------------------------------ | -------- |
| 1     | Gaby Bußmann (LG Ahlen-Hamm)               | 50,87    |
| 2     | Ute Thimm, geb. Finger (ASV Köln)          | 52,14    |
| 3     | Gisela Gottwald (VfL Gladbeck)             | 52,49    |
| 4     | Christiane Brinkmann (LG Bayer Leverkusen) | 52,70    |
| 5     | Andrea Decker (TuS Huchting-Bremen)        | 53,58    |
| 6     | Rita Daimer (USC München)                  | 53,96    |
| 7     | Dagmar Karck (TB Emmendingen)              | 54,21    |
| 8     | Elke Decker (LG Bayer Leverkusen)          | 54,54    |

Datum: 25. Juni

### 800 m
| Platz | Athletin, Verein                             | Zeit (min) |
| ----- | -------------------------------------------- | ---------- |
| 1     | Margit Schultheiß (VT Zweibrücken)           | 2:02,29    |
| 2     | Martina Krott (LAV Bayer Uerdingen/Dormagen) | 2:02,68    |
| 3     | Brigitte Brückner (LAC Quelle Fürth)         | 2:03,62    |
| 4     | Petra Kleinbrahm (LG Bayer Leverkusen)       | 2:04,80    |
| 5     | Anke Bätjer (TK Hannover)                    | 2:04,90    |
| 6     | Sigrid Wülsch (Bielefelder TG)               | 2:05,12    |
| 7     | Ursula Heldt (TSV Salzgitter)                | 2:06,66    |
| 8     | Beate Gutwein (TV Staufen)                   | 2:10,34    |

Datum: 26. Juni

### 1500 m
| Platz | Athletin, Verein                             | Zeit (min) |
| ----- | -------------------------------------------- | ---------- |
| 1     | Brigitte Kraus (ASV Köln)                    | 4:09,69    |
| 2     | Vera Michallek, geb. Steiert (LG Ahlen-Hamm) | 4:12,71    |
| 3     | Birgit Schmidt (Sport-Union Annen)           | 4:17,20    |
| 4     | Roswitha Gerdes (ASV Köln)                   | 4:17,23    |
| 5     | Ines Deselaers (LAV Düsseldorf)              | 4:23,36    |
| 6     | Christina Mai (LAV co op Dortmund)           | 4:23,98    |
| 7     | Christiane Peters (ASV Köln)                 | 4:26,50    |
| 8     | Barbara Rehmet (ASC Darmstadt)               | 4:26,77    |

Datum: 26. Juni

### 3000 m
| Platz | Athletin, Verein                               | Zeit (min) |
| ----- | ---------------------------------------------- | ---------- |
| 1     | Brigitte Kraus (ASV Köln)                      | 9:12,04    |
| 2     | Elisabeth Franzis (SV Sonsbeck)                | 9:15,46    |
| 3     | Monika Schäfer (LC Mengerskirchen)             | 9:18,34    |
| 4     | Sabine Schnuch (LAV Bayer Uerdingen/Dormagen)  | 9:22,66    |
| 5     | Ines Maiwald (LG Kappelberg)                   | 9:29,02    |
| 6     | Monika Lohr (VfL Sindelfingen)                 | 9:31,60    |
| 7     | Christiane Finke (LG Göttingen)                | 9:37,16    |
| 8     | Rosemarie Lehnich (LG Urania Wandsbek Hamburg) | 9:38,15    |

Datum: 24. Juni
Brigitte Kraus konnte anschließend bei den ersten Leichtathletik-Weltmeisterschaften ihre durch Heuschnupfen bedingte Sommerproblematik ablegen und wurde in Helsinki Vizeweltmeisterin.

### 10.000 m
| Platz | Athletin, Verein                                                 | Zeit (min)  |
| ----- | ---------------------------------------------------------------- | ----------- |
| 1     | Charlotte Teske, geb. Bernhard (ASC Darmstadt)                   | 32:13,85 DR |
| 2     | Monika Lövenich, geb. Greschner (LG Jägermeister Bonn-Troisdorf) | 33:39,91000 |
| 3     | Susanne Riermeier (LAC Quelle Fürth)                             | 33:54,03000 |
| 4     | Bernadette Hudy (LAV co op Dortmund)                             | NT          |
| 5     | Petra Niklas (LG Jägermeister Bonn-Troisdorf)                    | 35:57,53000 |
| 6     | Elfi Fischer (DJK Würzburg)                                      | 35:58,08000 |
| 7     | Sabine Menn (TV Niederschelden)                                  | 36:03,82000 |
| 8     | Simone Mortier (TuS 08 Lintorf)                                  | 36:39,31000 |

Datum: 24. Juni
Der 10.000-Meter-Lauf stand bei den Frauen erstmals auf dem Meisterschaftsprogramm. Charlotte Teske stellte als Siegerin mit 32:13,85 Minuten einen neuen deutschen Rekord auf.

### 25-km-Straßenlauf
| Platz | Athletin, Verein                               | Zeit (h) |
| ----- | ---------------------------------------------- | -------- |
| 1     | Charlotte Teske, geb. Bernhard (ASC Darmstadt) | 1:26:15  |
| 2     | Gabriela Wolf (LAV co op Dortmund)             | 1:31:52  |
| 3     | Petra Niklas (LG Jägermeister Bonn-Troisdorf)  | 1:31:57  |
| 4     | Heidi Hutterer (TG Landshut)                   | 1:32:19  |
| 5     | Iris Reuter (Offenbacher LC)                   | 1:32:51  |
| 6     | Kerstin Preßler (LG Süd Berlin)                | 1:33:29  |
| 7     | Elvira Hofmann (TV Bad Mergentheim)            | 1:34:04  |
| 8     | Alexandra Imkamp (OSC Waldniel)                | 1:34:20  |

Datum: 25. September
fand in Frankenberg an der Eder statt

### 25-km-Straßenlauf, Mannschaftswertung
| Platz | Verein, Besetzung                                                     | Zeit (h) |
| ----- | --------------------------------------------------------------------- | -------- |
| 1     | LAV co op Dortmund I (Gabriela Wolf, Christina Mai, Christel Eilhoff) | 4:41:42  |
| 2     | LG Süd Berlin (Kerstin Preßler, Renate Güttler, Susanne Müller)       | 4:51:21  |
| 3     | Offenbacher LC (Iris Reuter, Annemarie Thoma, Fischer)                | 5:01:03  |
| 4     | TV Bad Mergentheim (Elvira Hofmann, Erika Herz, G. Herz)              | 5:01:11  |
| 5     | LG Kiel (Gudrun Salomon, Charlotte Hauke, Untiedt)                    | 5:07:42  |
| 6     | LAV co op Dortmund II (Bernadette Hudy, Heidi Schulte, Ingrid Steiff) | 5:08:20  |
| 7     | TuS 08 Lintorf (Ulrike Kullmann, A. Kullmann, Simone Mortier)         | 5:08:45  |
| 8     | TuS Neunkirchen (Inge Eibach, Ruth Hock, Brigitte Will)               | 5:13:46  |

Datum: 25. September
fand in Frankenberg an der Eder statt

### Marathon
| Platz | Athletin, Verein                                                 | Zeit (h) |
| ----- | ---------------------------------------------------------------- | -------- |
| 1     | Monika Lövenich, geb. Greschner (LG Jägermeister Bonn-Troisdorf) | 2:43:03  |
| 2     | Birgit Lennartz (ASV Sankt Augustin)                             | 2:45:14  |
| 3     | Gabriela Wolf (LAV co op Dortmund)                               | 2:47:33  |
| 4     | Ursula Köther (LG Jägermeister Bonn-Troisdorf)                   | 2:49:33  |
| 5     | Christina Mai (LAV co op Dortmund)                               | 2:50:25  |
| 6     | Bernadette Hudy (LAV co op Dortmund)                             | 2:51:18  |
| 7     | Sabine Menn (TV Niederschelden)                                  | 2:51:39  |
| 8     | Angelika Dunke (DLC Aachen)                                      | 2:57:27  |

Datum: 17. April
fand in Dülmen statt

### Marathon, Mannschaftswertung
| Platz | Verein, Besetzung                                                                               | Zeit (h) |
| ----- | ----------------------------------------------------------------------------------------------- | -------- |
| 1     | LAV co op Dortmund (Gabriela Wolf, Christina Mai, Bernadette Hudy)                              | 8:29:36  |
| 2     | LG Jägermeister Bonn-Troisdorf (Monika Lövenich – geb. Greschner, Ursula Köther, Heide Brenner) | 8:30:03  |
| 3     | Offenbacher LC (Annemarie Thoma, Iris Reuter, Heike Fischer)                                    | 9:25:07  |
| 4     | LG Kiel (Charlotte Hauke, Gudrun Salomon, Dagmar Krüger)                                        | 9:36:51  |
| 5     | LC Haßloch (Doris Füsser, Heidi Braun, Erika Dreger)                                            | 9:44:32  |
| 6     | LG Seligenstadt (Ilse Scheibe, Ingrid Vorholt, Helga Meißner)                                   | 9:44:57  |

Datum: 17. April
fand in Dülmen statt
nur 6 Mannschaften in der Wertung

### 100 m Hürden
| Platz | Athletin, Verein                            | Zeit (s) |
| ----- | ------------------------------------------- | -------- |
| 1     | Heike Filsinger (MTG Mannheim)              | 13,11    |
| 1     | Ulrike Denk (ASV Köln)                      | 13,11    |
| 3     | Sabine Everts (LAV Düsseldorf)              | 13,46    |
| 4     | Christiane Rey (TV Konstanz)                | 13,50    |
| 5     | Brigitte Gerstenmaier (VfL Eintracht Hagen) | 13,51    |
| 6     | Edith Oker (LG Bayer Leverkusen)            | 13,58    |
| 7     | Claudia Reidick (MTG Mannheim)              | 13,67    |
| 8     | Dagmar Schenten (LG Bayer Leverkusen)       | 13,76    |

Datum: 26. Juni
Wind: +0,5 m/s
Hier trat der – außer bei Hoch- und Stabhochsprung – sehr seltene Fall auf, dass es zwei Siegerinnen gab.

### 400 m Hürden
| Platz | Athletin, Verein                                  | Zeit        |
| ----- | ------------------------------------------------- | ----------- |
| 1     | Mary Wagner (TSV Göggingen 1875)                  | 0056,29 s00 |
| 2     | Gisela Gottwald (VfL Gladbeck)                    | 0057,55 s00 |
| 3     | Gudrun Abt (TSV Genkingen)                        | 0057,93 s00 |
| 4     | Angela Wilhelm (LG Nord Berlin)                   | 0058,11 s00 |
| 5     | Regina Westedt (VfL Wolfsburg)                    | 0058,66 s00 |
| 6     | Dagmar Karck (TB Emmendingen)                     | 0058,74 s00 |
| 7     | Erika Weinstein – geb. Götz (LG Bayer Leverkusen) | 0059,30 s00 |
| 8     | Petra Karsch (Osnabrücker Turnerbund)             | 1:01,03 min |

Datum: 26. Juni

### 4 × 100 m Staffel
| Platz | Verein, Besetzung                                                                      | Zeit (s) |
| ----- | -------------------------------------------------------------------------------------- | -------- |
| 1     | LG Bayer Leverkusen I (Edith Oker, Susanne Meiß, Bianca Betz, Christina Sussiek)       | 44,74    |
| 2     | OSC Thier Dortmund (Sabine Klösters, Elke Vollmer, Arens, Mirjam-Astrid Erle)          | 44,87    |
| 3     | VfL Sindelfingen (Antje Diel, Margit Wagner, Annette Bürkle, Heidi-Elke Gaugel)        | 44,97    |
| 4     | MTG Mannheim (Claudia Reidick, Nicole Leistenschneider, Heike Filsinger, Sabine Staub) | 45,36    |
| 5     | LG Bayer Leverkusen II (Anke Weigt, Dagmar Schenten, Iris Künstner, Claudia Steger)    | 45,54    |
| 6     | LAV Düsseldorf (Heike vom Wege, Sabine Braun, Sabine Everts, Anja Dortans)             | 45,56    |
| 7     | USC Mainz (Doris Fetzer, Monika Hirsch, Christine Elsner, Vera Batruschat)             | 46,19    |
| 8     | SCC Berlin (Carola Breuer, Irena Knurr, Sabina Beblo, Anette Hellig)                   | 46,96    |

Datum: 25. Juni

### 4 × 400 m Staffel
| Platz | Verein, Besetzung                                                                                      | Zeit (min) |
| ----- | --- | ---------- |
| 1     | LG Bayer Leverkusen (Erika Weinstein – geb. Götz, Petra Kleinbrahm, Elke Decker, Christiane Brinkmann) | 3:33,56    |
| 2     | LAV Düsseldorf (Sabine Braun, Anne Griese, Beate Holzapfel, Sabine Everts)                             | 3:34,06    |
| 3     | LG Nord Berlin (Angela Wilhelm, Ines Conradi, Raela Schwerdtfeger, Cornelia Bahls)                     | 3:41,07    |
| 4     | TV Konstanz (Katrin Lehmann, Petra Höfler, Monika Tillmann, Susanne Braun)                             | 3:43,50    |
| 5     | SpVgg. Feuerbach (Christine Langer, Astrid Rinklef, Andrea Antelmann, Claudia Schittenhelm)            | 3:43,98    |
| 6     | LG DJK/ESG-PSV Essen (Rehhausen, Stöhr, Büser, Asmuth)                                                 | 3:47,61    |
| 7     | LAV co op Dortmund (Franz, Brigitte Pauls, Nagel-Weber, Klöpfel)                                       | 3:47,81    |
| 8     | LG Nordwest Hamburg (Hartkopf, Prüter, Sievers, Schwenecke)                                            | 3:50,41    |

Datum: 26. Juni

### 3 × 800 m Staffel
| Platz | Verein, Besetzung                                                     | Zeit (min) |
| ----- | --------------------------------------------------------------------- | ---------- |
| 1     | Sport-Union Annen (Bettina Büngener, Birgit Schmidt, Simone Büngener) | 6:17,20    |
| 2     | ASV Köln (Christiane Peters, Roswitha Gerdes, Brigitte Kraus)         | 6:18,17    |
| 3     | Bielefelder TG (Ingrid Henseler, Steffi Böker, Sigrid Wulsch)         | 6:23,77    |
| 4     | LG Bayer Leverkusen (Vera Kemper, Sabine Weiß, Petra Kleinbrahm)      | 6:31,15    |
| 5     | LC Mengerskirchen (Regina Hartung, Regina Hartung, Monika Schäfer)    | 6:33,20    |
| 6     | LAV co op Dortmund (Franz, Brigitte Pauls, Klöpfel)                   | 6:38,59    |
| 7     | LG Göttingen (Sabine Nolte, Christiane Finke, Almuth Potschka)        | 6:39,03    |
| 8     | LAV Aschaffenburg (Astrid Schmidt, ette Rühl, Monika Fleischmann)     | 6:40,34    |

Datum: 31. Juli
fand in Dortmund im Rahmen der Deutschen Jugendmeisterschaften statt

### 5 km Gehen
| Platz | Athletin, Verein                                     | Zeit (min) |
| ----- | ---------------------------------------------------- | ---------- |
| 1     | Ingrid Adam (LAV Düsseldorf)                         | 25:19      |
| 2     | Brigitte Buck (FC Langenau)                          | 25:50      |
| 3     | Jutta Schwoche (Eintracht Hildesheim)                | 26:02      |
| 4     | Renate Warz (LG Mainburg-Niederaichbach)             | 26:05      |
| 5     | Inge Stadel (LAV Husum)                              | 26:08      |
| 6     | Peggy Behring (ATS Cuxhaven)                         | 26:12      |
| 7     | Renate Bausch (TV 1848 Lippstadt)                    | 26:23      |
| 8     | Monika Wassel, geb. Glöckler (Post-SV Jahn Freiburg) | 26:39      |

Datum: 17. April
fand in Bad Kreuznach statt

### 5 km Gehen, Mannschaftswertung
| Platz | Verein, Besetzung                                                                 | Zeit (h) |
| ----- | --------------------------------------------------------------------------------- | -------- |
| 1     | Viermärker Waldlauf Gemeinschaft (Margot Jessat, Adelheid Zschieschang, Coesfeld) | 1:23:26  |
| 2     | LG Mainburg-Niederaichbach (Renate Warz, Brigitte Aigner, Rosemarie Hühmer)       | 1:23:31  |
| 3     | Post-SV Jahn Freiburg (Monika Wassel – geb. Glöckler, Liebisch, Andris)           | 1:25:56  |
| 4     | TV Biberach (Silvia Schmider, Christine Riedel, Martina Schmider)                 | 1:26:14  |
| 5     | LAV Husum (Inge Stadel, Andrea Thiesen, Heidenreich)                              | 1:26:22  |
| 6     | MTV Braunschweig (Kutze, Gille, Hartmann)                                         | 1:26:42  |
| 7     | Turnerbund Gaggenau (Gerda Kruse, Rosita Trust, Monika Trust)                     | 1:29:27  |
| 8     | Coburger Turnerschaft (Karin Menger, Marion Sauerbrey, Christine Hockauf)         | 1:29:41  |

Datum: 17. April
fand in Bad Kreuznach statt

### Hochsprung
| Platz | Athletin, Verein                             | Höhe (m) |
| ----- | -------------------------------------------- | -------- |
| 1     | Ulrike Meyfarth (LG Bayer Leverkusen)        | 2,00     |
| 2     | Birgit Dressel (USC Mainz)                   | 1,88     |
| 3     | Anne Heitmann (LG Wedel-Pinneberg)           | 1,88     |
| 4     | Sybille Mergemann (MTV Celle)                | 1,82     |
| 5     | Andrea Breder (SV Saar 05 Saarbrücken)       | 1,82     |
| 6     | Iris Künstner (LG Bayer Leverkusen)          | 1,82     |
| 7     | Christiane Mergemann (MTV Celle)             | 1,77     |
| 7     | Natascha Schmidt (Grün-Weiß Bad Gandersheim) | 1,77     |
| 7     | Janina Schulz (LG Bremen-Nord)               | 1,77     |

Datum: 26. Juni

### Weitsprung
| Platz | Athletin, Verein                            | Weite (m) |
| ----- | ------------------------------------------- | --------- |
| 1     | Christina Sussiek (LG Bayer Leverkusen)     | 6,73      |
| 2     | Anke Weigt (LG Bayer Leverkusen)            | 6,58      |
| 3     | Sabine Everts (LAV Düsseldorf)              | 6,53      |
| 4     | Heike Filsinger (MTG Mannheim)              | 6,49      |
| 5     | Karin Antretter, geb. Hänel (LG Ahlen-Hamm) | 6,37      |
| 6     | Ulrike Paas (LG Bayer Leverkusen)           | 6,24      |
| 7     | Kirsten Schallau (SuS Schalke 96)           | 6,23      |
| 8     | Brigitte Mandel (LG Frankfurt)              | 6,20      |

Datum: 25. Juni

### Kugelstoßen
| Platz | Athletin, Verein                      | Weite (m) |
| ----- | ------------------------------------- | --------- |
| 1     | Claudia Losch (LAC Quelle Fürth)      | 18,83     |
| 2     | Mechthild Schönleber (ASV Köln)       | 18,08     |
| 3     | Veronika Czorny (LG Frankfurt)        | 16,61     |
| 4     | Birgit Petsch (LG Bayer Leverkusen)   | 16,26     |
| 5     | Vera Schmidt (USC München)            | 15,70     |
| 6     | Ursula Krause (OSC Thier Dortmund)    | 15,69     |
| 7     | Gabriele Krause (LAV Hamburg-Nord)    | 14,61     |
| 8     | Andrea Röddecke (LG Bayer Leverkusen) | 14,25     |

Datum: 26. Juni

### Diskuswurf
| Platz | Athletin, Verein                      | Weite (m) |
| ----- | ------------------------------------- | --------- |
| 1     | Ingra Manecke (LAC Quelle Fürth)      | 65,10     |
| 2     | Doris Gutewort (LAC Quelle Fürth)     | 61,18     |
| 3     | Barbara Beuge (SCC Berlin)            | 58,84     |
| 4     | Dagmar Galler (LG Bayer Leverkusen)   | 58,26     |
| 5     | Mechthild Schönleber (ASV Köln)       | 52,62     |
| 6     | Karin Götz (OSC Thier Dortmund)       | 52,32     |
| 7     | Andrea Röddecke (LG Bayer Leverkusen) | 49,28     |
| 8     | Maie Pulst (LAV Düsseldorf)           | 49,14     |

Datum: 25. Juni

### Speerwurf
| Platz | Athletin, Verein                        | Weite (m) |
| ----- | --------------------------------------- | --------- |
| 1     | Ingrid Thyssen (LG Bayer Leverkusen)    | 65,80     |
| 2     | Beate Peters (OSC Thier Dortmund)       | 62,38     |
| 3     | Manuela Alizadeh (LG Kappelberg)        | 57,68     |
| 4     | Constanze Zahn (LG Bayer Leverkusen)    | 53,74     |
| 5     | Gusti Höss (LG Neusäß-Augsburg)         | 52,88     |
| 6     | Gabriele Fuhrmann (LG Bayer Leverkusen) | 51,72     |
| 7     | Monika Bresler (LAC Quelle Fürth)       | 51,12     |
| 8     | Brigitte Graune (ASV Köln)              | 50,08     |

Datum: 25. Juni

### Siebenkampf
| Platz | Athletin, Verein                      | Leistung (Pkte) |
| ----- | ------------------------------------- | --------------- |
| 1     | Sabine Everts (LAV Düsseldorf)        | 6370            |
| 2     | Heike Filsinger (MTG Mannheim)        | 6117            |
| 3     | Iris Künstner (LG Bayer Leverkusen)   | 6066            |
| 4     | Monika Krolkiewicz (LAC Quelle Fürth) | 5992            |
| 5     | Ute Rompf (LG Bayer Leverkusen)       | 5889            |
| 6     | Anke Köninger (VfB Stuttgart)         | 5788            |
| 7     | Gusti Höss (LG Neusäß-Augsburg)       | 5459            |
| 8     | Jutta Frommeyer (TSV Handorf)         | 5422            |

Datum: 16./17. Juli
fand in München statt

### Siebenkampf, Mannschaftswertung
| Platz | Verein, Besetzung                                                  | Leistung (Pkte) |
| ----- | ------------------------------------------------------------------ | --------------- |
| 1     | LAV Düsseldorf I (Sabine Everts, Sabine Braun, Christa Mühlemeyer) | 18.030          |
| 2     | LG Bayer Leverkusen (Iris Künstner, Ute Rompf, Renate Pfeil)       | 17.700          |
| 3     | USC München (Helga Nusko, Kirsten Peter, B. Müller)                | 16.781          |
| 4     | TSV Handorf (Jutta Frommeyer, B. Arens, Ulrike Keller)             | 15.666          |
| 5     | FC Schalke 04 (Marquardt, Richter, Angelika Wedwing)               | 15.587          |
| 6     | LAV Düsseldorf II (Kirsten Behmer, Haberzettl, Kerstin Merten)     | 14.833          |
| 7     | USC Mainz (Birgit Dressel, Schmitt, Becker)                        | 14.208          |

Datum: 16./17. Juli
fand in München statt
nur 7 Teams in der Wertung

### CrosslaufMittelstrecke –2,7 km
| Platz | Athletin, Verein                              | Zeit (min) |
| ----- | --------------------------------------------- | ---------- |
| 1     | Brigitte Kraus (ASV Köln)                     | 10:10,7    |
| 2     | Vera Michallek, geb. Steiert (LG Ahlen-Hamm)  | 10:19,1    |
| 3     | Ursula Heldt (TSV Salzgitter)                 | 10:22,9    |
| 4     | Sabine Schnuch (LAV Bayer Uerdingen/Dormagen) | 10:33,5    |
| 5     | Martina Krott (LAV Bayer Uerdingen/Dormagen)  | 10:38,1    |
| 6     | Susanne Schlichtherle (TSV Bad Wörishofen)    | 10:39,8    |
| 7     | Ines Maiwald (LG Kappelberg)                  | 10:45,6    |
| 8     | Christiane Peters (ASV Köln)                  | 10:46,9    |

Datum: 26. Februar
fand in Ahlen statt

### CrosslaufMittelstrecke –2,7 km, Mannschaftswertung
| Platz | Verein, Besetzung                                                        | Platzziffer |
| ----- | ------------------------------------------------------------------------ | ----------- |
| 1     | LAV Bayer Uerdingen/Dormagen I (Sabine Schnuch, Martina Krott, H. Braun) | 23          |
| 2     | ASV Köln (Brigitte Kraus, Christiane Peters, Bettina Werker)             | 27          |
| 3     | Bielefelder TG (Steffi Böker, Sigrid Wulsch, Ingrid Henseler)            | 45          |
| 4     | TSV Bad Wörishofen (Susanne Schlichtherle, Ilka Vogler, Elke Zollitsch)  | 51          |
| 5     | TSV Salzgitter (Ursula Heldt, Jutta Stec, Ilona Stec)                    | 66          |
| 6     | LG Nord Berlin (Silvia Wilhelm, Raela Schwerdtfeger, Otto)               | 68          |
| 7     | LAV Bayer Uerdingen/Dormagen II (Neeb, Heyer, Rentergent)                | 80          |
| 8     | ASC Darmstadt (Rehmert, Döge, Schmitz)                                   | 84          |

Datum: 26. Februar
fand in Ahlen statt

### CrosslaufLangstrecke –6,4 km
| Platz | Athletin, Verein                                                 | Zeit (min) |
| ----- | ---------------------------------------------------------------- | ---------- |
| 1     | Charlotte Teske, geb. Bernhard (ASC Darmstadt)                   | 23:48,9    |
| 2     | Monika Lövenich, geb. Greschner (LG Jägermeister Bonn-Troisdorf) | 23:54,6    |
| 3     | Renate Kieninger (VfL Sindelfingen)                              | 25:11,8    |
| 4     | Elvira Hofmann (TV Bad Mergentheim)                              | 25:23,2    |
| 5     | Petra Niklas (LG Jägermeister Bonn-Troisdorf)                    | 25:40,0    |
| 6     | Heidi Hutterer (TG Landshut)                                     | 25:58,3    |
| 7     | Elfi Fischer (DJK Würzburg)                                      | 26:08,7    |
| 8     | Ursula Köther (LG Jägermeister Bonn-Troisdorf)                   | 26:32,4    |

Datum: 26. Februar
fand in Ahlen statt

### CrosslaufLangstrecke –6,4 km, Mannschaftswertung
| Platz | Verein, Besetzung                                                                              | Platzziffer |
| ----- | ---------------------------------------------------------------------------------------------- | ----------- |
| 1     | LG Jägermeister Bonn-Troisdorf (Monika Lövenich – geb. Greschner, Petra Niklas, Ursula Köther) | 015         |
| 2     | LAV co op Dortmund (Christina Mai, Gabriela Wolf, Klöpfel)                                     | 036         |
| 3     | LSG Aalen (Traudel Scherer – geb. Christ, Susanne Christ, Lingel)                              | 065         |
| 4     | LG Süd Berlin (Angelika Brandt, Renate Güttler, Jutta von Haase)                               | 084         |
| 5     | SCC Berlin (Carola Grett, Lehmann, Christel Heine)                                             | 087         |
| 6     | TuS Neunkirchen (Inge Eibach, Groß, Uhl)                                                       | 094         |
| 7     | OSC Thier Dortmund (Götte, Pieper, Karina Reimann)                                             | 106         |
| 8     | PSV Grün-Weiß Kassel (Franz, Britta Ringk, Schebitz)                                           | 118         |

Datum: 26. Februar
fand in Ahlen statt